# Capasa miliaria
Capasa miliaria är en fjärilsart som beskrevs av Swinhoe 1889. Capasa miliaria ingår i släktet Capasa och familjen mätare. Inga underarter finns listade i Catalogue of Life.